# Bôrka
Bôrka (maďarsky Barka) je obec na Slovensku v okrese Rožňava.

## Kultura a zajímavosti

### Památky
- Reformovaný kostel, klasicistní stavba z roku 1794. Kostel je síňová stavba zaklenuta zrcadlovou klenbou. Věž byla ke kostelu přistavěna v roce 1804.[3] Kostel má dva zvony, starší z roku 1793 a mladší z roku 1929.
- Římskokatolický kostel Panny Marie Karmelské, jednolodní barokní stavba z roku 1759. Vznikl na místě středověké stavby z roku 1482. Kostel prošel v roce 1896 přestavbou. Na hlavním klasicistním oltáři se nachází starší barokní obraz Panny Marie ze začátku 18. století. Nejstarší ze tří zvonů v kostele pochází z roku 1635.[4]
- Neobarokní zámeček Imricha Károlyiho, vznikl na konci 19. století začleněním zbytků starší stavby z 18. století. Jednopodlažní budova má bohatě dekorované fasády, verandu a pavlač. Na fasádě dělené pilastry, se nacházejí okna s bohatými nadokenních Frontony, zakončená jsou dekorativními štíty.[3]